# (30545) 2001 OT35
2001 OT35 (asteroide 30545) é um corpo celeste do Cinturão de Asteroides, localizado entre Marte e Júpiter. Possui uma excentricidade de 0.17464370 e uma inclinação de 27.07090º.
Este asteroide foi descoberto no dia 21 de julho de 2001 por NEAT em Palomar.